# Kepler-7
Kepler-7 är en ensam stjärna belägen i den mellersta delen av stjärnbilden Lyran. Den har en skenbar magnitud av ca 13,0 och kräver ett kraftfullt teleskop för att kunna observeras. Baserat på parallax enligt Gaia Data Release 2 på ca 1,06 mas, beräknas den befinna sig på ett avstånd på ca 3 090 ljusår (ca 950 parsek) från solen. Den rör sig bort från solen med en heliocentrisk radialhastighet på ca 0,4 km/s.

## Observationer
Kepler-7 fick sitt namn för att det var hemmet för det sjunde planetsystemet som upptäcktes av NASA-ledda Kepler-uppdraget, ett projekt som syftar till att upptäcka jordliknande exoplaneter som passerar framför dess värdstjärna sett från jorden. Planeten som kretsar kring Kepler-7 var den fjärde planeten som upptäcktes av Keplerteleskopet. De första tre planeterna noterade från Keplers data hade tidigare upptäckts och användes för att verifiera noggrannheten i Keplers mätningar.

## Egenskaper

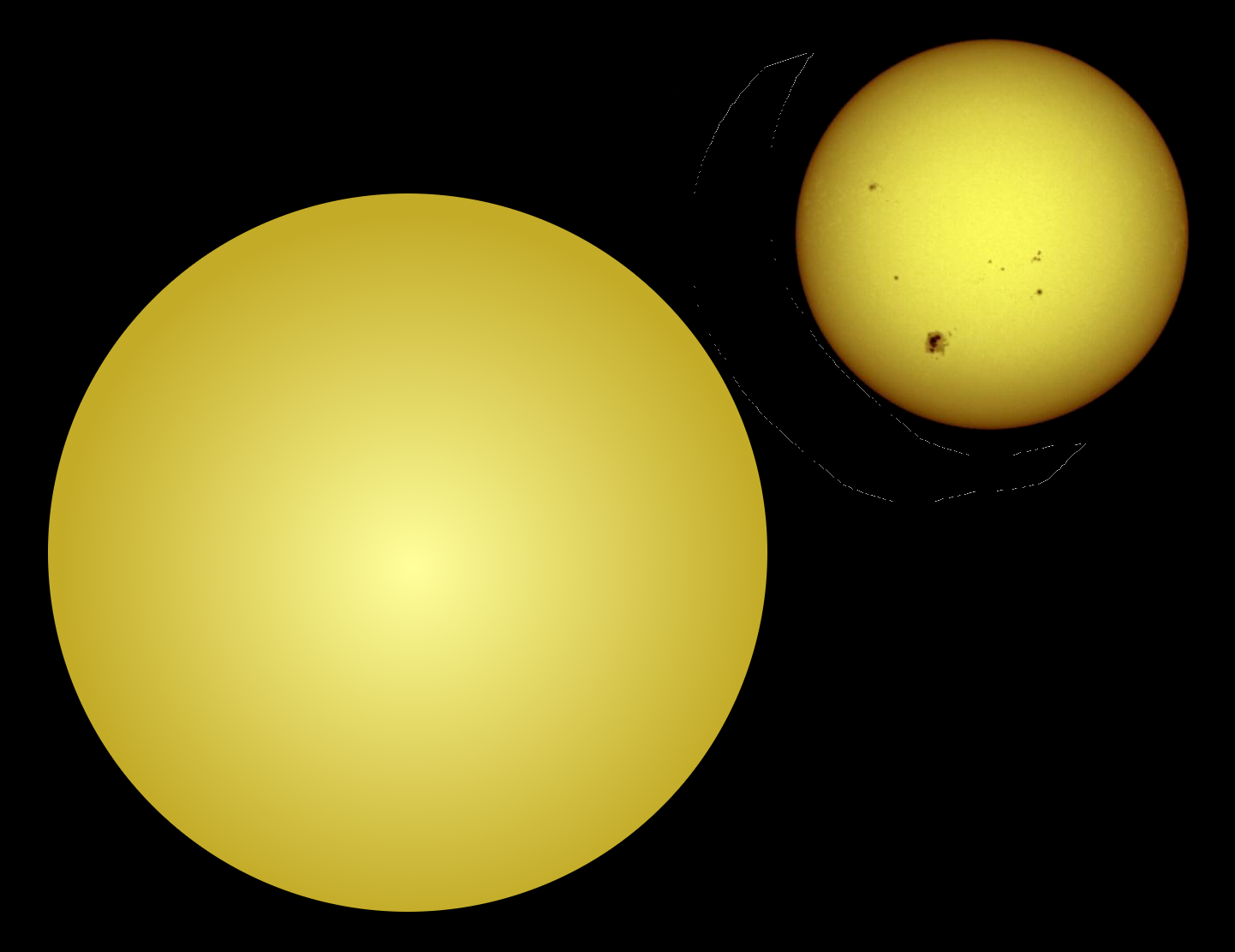
Jämförelse Kepler-7 - Solen

Primästjärnan Kepler-7 är en solliknande gul till vit stjärna i huvudserien av spektralklass G0. Den har en massa som är ca 1,35 solmassa, en radie som är ca 1,84 solradie och utsänder energi från dess fotosfär motsvarande ca 4,2 gånger solen vid en effektiv temperatur av ca 5 900 K.
Det finns en stjärna som är 4 magnituder svagare och ligger separerad med 1,90 bågsekunder, men om detta är en gravitationsbunden följeslagare eller en slumpmässig stjärna i siktlinjen är okänt.

## Planetsystem
Kepler-7b är den enda planeten som har upptäckts i omlopp kring Kepler-7. Den har en massa på 0,433 jupitermassa och en radie av 1,478 jupiterradie. Med en densitet på 0,166 gram/cm2, är planetens specifika vikt jämförbar med den för frigolit. På ett avstånd av 0,06224 AE från värdstjärna, har Kepler-7b en omloppsperiod av 4,8855 dygn. Planeten Merkurius kretsar emellertid runt solen vid 0,3871 AE och tar ungefär 87,97 dygn för att fullborda en omloppsbana. Kepler-7b:s excentricitet antas vara 0, vilket per definition skulle ge Kepler-7b en cirkulär omloppsbana.
| Planet | Massa    | Halv storaxel (AE) | Siderisk omloppstid (d) | Excentricitet | Inklination | Radie    |
| ------ | -------- | ------------------ | ----------------------- | ------------- | ----------- | -------- |
| b      | 0,433 MJ | 0,06224            | 4,8855                  | 0             | -           | 1,478 RJ |